# 사토미촌 (지바현)
사토미촌(里見村)은 지바현 이치하라군에 존재하다가 쇼와시대 대합병으로 폐촌된 촌이다. 현재의 이치하라시 남부에 해당한다.
마을 이름은 1889년 촌이 성립할 때 전국시대에 이 지역을 다스렸던 사토미씨의 이름을 따서 선정되었다. 그 이름은 고미나토 철도 사토미역 등에 그 흔적이 남아 있다. 

## 지리
이치하라군(군역은 현재 이치하라시와 거의 겹치는 지역)의 남부에 위치한 마을이다.

## 역사
- 1889년 4월 1일 - 정촌제 시행에 수반해 이치하라군 사토미촌이 성립하였다.
- 1954년 1월 15일 - 도야마촌, 다카타키촌, 시라토리촌과 합병해 가모촌이 되어 소멸하였다.
- 1967년 10월 1일 - 가모촌과 난소정이 이치하라시에 편입해, 가모촌은 소멸하였다.

## 교통

### 도로
1916년에 편찬된 『지바현 이치하라군지』에 따르면, 예로부터 교통이 불편한 땅이었으나 1895년에 개착 계획이 세워져 촌내를 종횡으로 연결하는 도로가 건설되었거나 건설 중이라고 한다
2021년 9월 현재 사토미 마을의 옛 마을 지역을 통과하는 치바현 도로는 다음과 같다.
- 지바현도 제81호선
- 지바현도 제160호선
- 지바현도 제171호선
- 지바현도 제172호선
- 지바현도 제173호선

### 철도
- 도요 고속 철도 도요 고속선

## 참고문헌
- 小沢治郎左衛門『上総国町村誌 第一編』1889年。NDLJP:763698。
- 千葉県市原郡教育会『千葉県市原郡誌』千葉県市原郡、1916年。NDLJP:951002。
- 『明治22年千葉県町村分合資料 七 市原郡町村分合取調』1889年。